# والتر بينيت
والتر بينيت (بالإنجليزية: Walter Bennett)‏ (15 ديسمبر 1918 في المملكة المتحدة - 1 يناير 2009) هو لاعب كرة قدم بريطاني (وحمل سابقاً جنسية المملكة المتحدة لبريطانيا العظمى وأيرلندا) في مركز الهجوم. لعب مع نادي بارنسلي ونادي دونكاستر روفرز ونادي هاليفاكس تاون.